# Огибалово (Калузька область)
Огибалово (рос. Огибалово) — присілок в Юхновському районі Калузької області Російської Федерації.
Населення становить 10 осіб. Входить до складу муніципального утворення Присілок Плоське.

## Історія
Від 2004 року входить до складу муніципального утворення Присілок Плоське

## Населення
| 2002 | 2010 |
| ---- | ---- |
| 0    | ↗10  |